# Idrsko
Idrsko (Duits: Hidersch) is een plaats in Slovenië en maakt deel uit van de gemeente Kobarid in de NUTS-3-regio Goriška. De plaats telde 300 inwoners op 1 januari 2020.
Idrsko is de geboorteplaats van schrijver en priester Ivan Stres.